# TRYSET
TRYSET（トライセット）は、有限会社ポジションのアダルトゲームブランド。2001年に倒産した有限会社グランブルーに所属していた天乃御剣らによって設立された。サブレーベルにはロープライス作品を発表する「TRYSET Light」「TRYSET MAD」がある（TRYSETでは基本的にフルプライス作品を発表）。DVDPG版に関しては、電脳CLUB・ぶる～べり～そふと・N43 Projectで取り扱われる。
おねショタものの『やらせてっ！てぃーちゃー』シリーズが良く知られているが、天乃御剣がTRYSETを去ったため、『やらせてっ！てぃーちゃー 卒業 ～YaraTea Graduation～』（2015年発売）を以ていったん終了した。その後、TRYSET Breakの『人妻学園 ～営み指導で調教ッ!? ハメ堕ちする清純妻～』を手掛けたみのるを原画家に据えた『 やらせてっ！てぃーちゃーリターンズ』シリーズが展開された。

## 作品一覧

### TRYSETレーベル
- スピリチュアル・バインド 〜楽園の幻影〜 （2002年6月28日発売）
- 性裁恥療 〜恥辱に濡れる白衣〜 （2002年12月13日発売）
- 売約済 〜隷嬢姉妹〜 （2003年6月27日発売）
- やらせてっ!てぃーちゃー （2003年12月12日発売）
- 淫乱病棟24時 （2004年6月25日発売）
- 奥様はおねえちゃん!? （2004年12月10日発売）
- あの娘は○痴Girl （2005年4月22日発売）
- パクッちゃうぞ!! （2005年11月11日発売）
- WHITE×RED （2006年1月27日発売）
- Myつま （2006年8月4日発売）
- 教えてっ!おねてぃー （2007年2月9日発売）
- ヨガって!奥様 〜欲求不満なムッチリ妻たち〜 （2007年9月28日発売）
- なぜか?! すぃ〜と・ほ〜む （2008年6月27日発売）
- ドレス・ウィザード! （2008年9月26日発売）
- ボクん家の家性婦さん （2009年4月24日発売[1]）
- おまかせっ!お勉強☆しすたぁず （2009年8月28日発売[1]）
- シコタマ学園ハレンチ女子寮 〜ボク女の子なのにシコシコされちゃう〜 （2010年2月29日発売[1]）
- ろーるぷれいんぐがーる!! （2011年2月25日発売[1][2]）
- サマー☆きゃんぷ （2011年4月28日発売[1][2]）
- 新やらせてっ!てぃーちゃー （2011年10月28日発売[2]）
- お姉×ショタ （2012年2月24日発売[2]）
- 改やらせてっ!てぃーちゃー
- ボクのママン捜し 〜ママをたずねたら…8人の巨乳妻でした〜 （2012年7月21日発売[1][2]）
- サマー☆すいむっ! 〜私たちどんな恥ずかしい練習にも堪えてみせます〜 （2013年1月25日発売[2]）
- やらせてっ!てぃーちゃ☆学園旅行っ♪ 〜やらてぃーが学園を飛び出したァ!?〜 （2013年5月31日発売[1][2]）
- やらせてっ!てぃーちゃー Treasure story （2013年12月20日発売[1][2]）
- ママー☆きゃんぷ 〜ママと一緒に自然にかえろう♪〜 （2014年2月28日発売[1][2]）
- エロ温泉 〜新人女将の間違いだらけのおもてなし〜 （2015年2月27日発売[1][2]）
- ママー★きゃんぷ ぷらすっ! （2015年4月17日発売[1][2]）
- やらせてっ! てぃーちゃー CHANGE （2015年7月31日発売[1][2]）
- やらせてっ! てぃーちゃー TreasureStory ～アフター～ （2015年11月13日発売[1][2]）
- やらせてっ! てぃーちゃー 卒業 ～YaraTea Graduation～ （2015年12月25日発売[1][2]）
- ボクらのヒミツ基地大作戦 ～エスケープ ひとなつのおもいで～ （2016年12月22日発売[1][2]）
- 続・奥様はおねえちゃん!? （2017年5月26日発売[1][2]）
- 今日からお前の妻は俺のモノ ～入れ替わって他人妻にヤリたい放題～ （2018年5月25日発売[1][2]）
- 今日からお前の妻は俺のモノ 拡張KIT （2018年6月1日発売[1][2]）
- やらせてっ！てぃーちゃーリターンズ （2023年4月28日発売[1][2]）
- やらせてっ！てぃーちゃーリターンズ2 （2023年10月27日発売[1][2]）
- やらせてっ！てぃーちゃー Come back 理子 （2024年2月22日発売[1][2]）
- やらせてっ！てぃーちゃーCome back理子 クリスマス Ver （2024年12月20日発売[1][2]）
- やらせてっ！てぃーちゃーリターンズ3 （2025年2月28日発売[1][2]）
- お隣さん母娘と甘々ハーレムライフ ～真壁さんちと淫悦パラダイス～ （2025年6月27日発売[1][2]）

### TRYSET Lightレーベル
- 妻交感 〜他人に抱かれる妻を想像して〜 （2009年9月25日発売[1]）
- 母乳倶楽部 〜大人のミルクタイム〜 （2009年12月25日発売[1]）
- 奥様はS嬢 〜フン!こんなことされて悦ぶなんてあなたって本当に最低の男のクズね!仕方ないからもっとイヂメて あ・げ・る♪〜 （2010年3月26日発売[1]）
- イヂって!若妻てぃ～ちゃ～♪ 〜美人女教師の性教育的指導〜 （2010年7月2日発売[1]）

### TRYSET Breakレーベル
- 肉欲デビル催眠 （2013年8月30日発売[1]）
- 懺悔島 純潔～処女の血をもって償え! 拡張KIT （2018年2月16日発売[1]）
- 痴漢電車 巨乳オトリ捜査官 ～狙われた熟れた肉体～ （2018年10月26日発売[1]）
- 痴漢電車 巨乳オトリ捜査官 ～狙われた熟れた肉体～ 拡張KIT （2018年11月9日発売[1]）
- ブラック企業 ～性処理事業部～ （2019年3月29日発売[1]）
- ハメ堕ち課外授業 ～嵌められてハメられた!? そんな仕込み棒で教育されたら、もう彼氏じゃアクメできないって～ （2019年5月31日発売[1]）
- ハメ堕ち課外授業 ～嵌められてハメられた!? そんな仕込み棒で教育されたら、もう彼氏じゃアクメできないって～ 拡張KIT （2019年6月14日発売[1]）
- 痴漢電車2 新妻オトリ捜査官 ～狙われた熟れた肉体～ （2019年7月26日発売[1]）
- ダリアの惑溺 ～団地妻・亜希子が堕ちる事情～ （2019年9月27日発売[1]）
- ハメ堕ち課外授業2 〜生イキ格闘少女は力と下半身に負け堕ちる!? そんな強い精力をぶつけられちゃったら、恋に堕ちちゃうって!〜 （2019年1月29日発売[1]）
- 痴漢電車３～孕ませオトリ捜査官～ （2020年2月28日発売[1]）
- 痴漢電車３ ～孕ませ復讐オトリ捜査官～ 拡張KIT （2020年3月13日発売[1]）
- 黒ビッチギャルがキモオタに堕ちるまで 〜監禁凌辱配信日記〜 （2020年4月24日発売[1]）
- 姉ちゃんがオレの性玩具になっちゃうまで!? （2020年6月26日発売[1]）
- 寝取られ三角関係 ～初恋の幼なじみがセフレにされた～ （2020年8月28日発売[1]）
- 農家の嫁 ～昔から伝わる淫らなしきたり～ （2020年11月27日発売[1]）
- 淫辱不倫 ～ヤリ部屋にされて調教された少女～（2021年1月29日発売[1]）
- 意地悪お姉さんの牡つまみ! ～カレのオトウトは搾精し放題の性玩具～（2021年5月28日発売[1]）
- 淫辱病棟 ～穢された白衣の天使・あいりの悲劇～（2021年8月27日発売[1]）
- 人妻寝取り管理人 〜押しに弱い淑女は贖罪に堕ちる〜（2021年11月26日発売[1]）
- 意地悪お姉さんの牡つまみ! 2 〜先輩の弟にちょっかい出したら快楽世界をシコまれちゃった〜（2022年1月28日発売[1]）
- オフパコ調教配信 〜ハメ堕ち姫は牡の味を忘れられない〜（2022年3月25日発売[1]）
- 欲負け巨乳妻 〜牝穴は裏取引で捧げられた貢物〜（2022年5月27日発売[1]）
- 騙ハメ盗撮日記 〜虚偽で脅されハメ調教される淫らな子持ち妻〜（2022年7月29日発売[1]）
- 退魔巫女・鏡花 〜異形に穢される聖女の肢体〜（2022年9月30日発売[1]）
- 人妻学園 〜営み指導で調教ッ!? ハメ堕ちする清純妻〜（2022年11月25日発売[1]）
- ママ僕だけを愛して… 〜キモデブ息子を溺愛する母の歪んだ愛情〜（2023年2月24日発売[1]）
- 調教カテイ ～性開発された肢体は元カレを忘れられない～（2023年6月30日発売[1]）
- 新入社員は元AV女優 〜ドMな彼女は淫らに堕ちていく〜（2023年8月25日発売）
- 寝取られ恋愛事情 ～上司に絡め取られた乙女心～（2024年1月26日発売）
- ハメ堕ち人妻ナース 〜忘れたくても体は覚えているマゾ牝の本性〜（2024年3月29日発売）
- エロゲ会社の禁断のセクハラ事情 ～狙われた新人イラストレーター～（2024年5月31日発売）
- 黒ビッチギャルが体育教師にハメ堕ちるまで ～追ピス種付けイキ狂い～（2024年9月27日発売）
- サキュバスマリーンの搾活 ～悪魔は魔性のバナナに魅入られ堕ちる～（2024年11月29日発売）
- 淫行業務レポート ～私が就職した企業はエッチなオシゴトがある会社だった件～（2025年4月25日発売）

### TRYSET MADレーベル
- 懺悔島 純潔～処女の血をもって償え! （2018年1月26日発売[1]）
- 愛欲MAD催眠 （2014年5月30日発売[1]）
- 妹欲MAD催眠 （2014年9月26日発売[1]）

## 主なスタッフ

### 原画
- 天乃御剣 - 2015年にTRYSETから離脱[3]。
- キヌガサ雄一
- ちゃぁ
- チャイニー・スゥ（※TRYSET Light作品のみ）
- 弥弛
- 風花（※TRYSET MAD作品のみ）
- みのる - 『やらせてっ!てぃーちゃー』がきっかけで入社し、『人妻学園 ～営み指導で調教ッ!? ハメ堕ちする清純妻～』で原画を担当したのち、『 やらせてっ！てぃーちゃーリターンズ』シリーズの原画家に起用された[3]。

### シナリオ
- 天乃御剣
- 鬼生天結
- 木全伸二
- 橋野次郎
- 三原正志
- わかさまさひと

### 企画
- 日高しゃちょー -  コンプリーツの代表で、「やらせてっ！てぃーちゃー」で企画を担当した[3]

## 備考
- 第5作目の『淫乱病棟24時』以降、予約特典として「TRYSET Mix」という主題歌のフルコーラスバージョン等様々なデータが入ったCD-ROMが購入時に添付されている。
- 2007年、『TRYSET5周年記念ダイジェストパック』として、『スピリチュアル・バインド』から『パクッちゃうぞ!!』までのイベントシーンの一部をダイジェストで収録したソフトが、同年6月30日までダウンロード形式で限定販売された。
- 2012年4月27日、『TRYSET10周年限定記念パック』として、『WHITE×RED』から『ろーるぷれいんぐがーる!!』までの全10作品をまとめた商品が発売された。1000本限定生産[4]で既にロットアップ。
- 2013年12月20日、『やらせてっ!てぃーちゃー Premium Edition2013』として、『やらせてっ!てぃーちゃー』・『新やらせてっ!てぃーちゃー』・『やらせてっ!てぃーちゃー学園旅行』・『やらせてっ!てぃーちゃーTreasure story』の計4作品をまとめた商品が発売された。
- 『改やらせてっ!てぃーちゃー』は、2003年の作品『やらせてっ!てぃーちゃー』のリメイク版である。旧作では640×480ピクセルのVGAモードだった画像サイズが、800×600ピクセルのSVGAモードへ改良されている[5]。当初は2011年10月28日発売の『新やらせてっ!てぃーちゃー』パッケージ版に予約特典として付属。同年12月27日発売の同作DL版と同時発売で『新・改やらせてっ!てぃーちゃー ダブルパック』がリリースされ購入が可能となった。さらに後の2012年3月2日には、ダウンロード専売で単品販売が開始された。